# Université de Londres-Est Stratford Campus

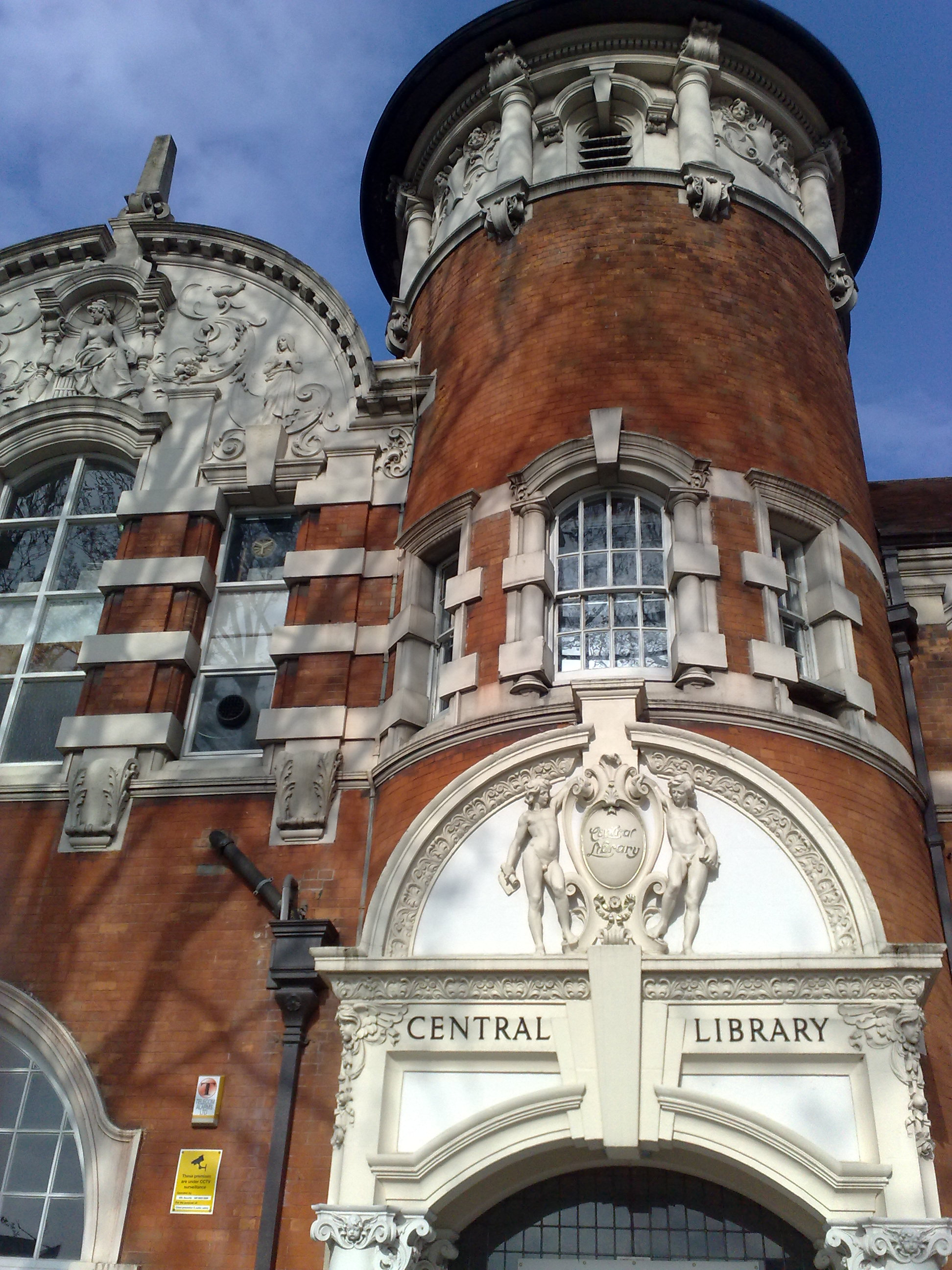
Le bâtiment de la bibliothèque

Le University of East London Stratford Campus est un campus de l'University of East London (UEL), situé dans le quartier de  Stratford dans l'est Londres. C'est l'un des deux campus de l'UEL, l'autre étant le  Docklands Campus.
Le campus est plus ancien que le Campus des Docklands. Le bâtiment principal du campus, University House, est un bâtiment classé monument historique datant du XIXe siècle. Le bâtiment adjacent Passmore Edwards, est un des plus beaux édifices de la région, avec son architecture remarquable, des fresques colorées et le toit en dôme.
Le campus va jouer un rôle majeur dans le projet Birkbeck Stratford.